# Cesar Santa Ana
César Santa Ana (Valle Traslasierra, Córdoba, Argentina, 14 de octubre de 1977), es un actor argentino. Actualmente reside en México, donde ha participado en varios comerciales así como proyectos de televisión y cinematográficos. Su rol más reconocido es como Alex McCluskey en Luis Miguel: la serie, junto a Diego Boneta y César Bordón.

## Carrera
Televisión
|      | Televisión             |                      |
| Año  | Título                 | Canal / País         |
| 2000 | El profe               | Canal 13 (Argentina) |
| 2002 | Mil Millones           | Canal 13 (Argentina) |
| 2004 | Culpables de este amor | Canal 11 (Argentina) |
| 2004 | Abre tus ojos          | Canal 13 (Argentina) |
| 2004 | Frecuencia 04          | Canal 11 (Argentina) |
| 2005 | Amor mío               | Canal 11 (Argentina) |
| 2005 | Sin Código             | Canal 13 (Argentina) |
| 2005 | Doble Vida             | Canal 2 (Argentina)  |
| 2006 | Historia De Un Café    | Canal 7 (Argentina)  |
| 2018 | Luis Miguel: la serie  | Netflix, Telemundo   |

Cine
|      | Cine          |                    |
| Año  | Título        | Director           |
| 2003 | Control total | Juan Pablo Maresca |
| 2006 | Hacer agua    | Rodrigo Fürth      |
| 2007 | Los hornos    | Vicente Derant     |

Teatro
| Año  | Obra                       | Director          |
| ---- | -------------------------- | ----------------- |
| 2004 | Las de Barranco            | Oscar Barney Finn |
| 1997 | El jolgorio de Doña Jovita | José Luis Serrano |

Comerciales
| Año  | Empresa / Comercial | País      |
| ---- | ------------------- | --------- |
| 2002 | Pall Mall           | Argentina |
| 2002 | Sprite              | Uruguay   |
| 2003 | GasOil              | Argentina |
| 2006 | Absolut             | México    |
| 2008 | Telcel              | México    |
| 2010 | ESPN                | Argentina |
| 2021 | Sabritas            | México    |